# Philotheus Böhner
Philotheus Böhner, właśc. Heinrich Böhner (ur. 17 lutego 1901 w Lichtenau, zm. 22 maja 1955) – niemiecki historyk, filozof  i biolog. Duchowny katolicki, franciszkanin.

## Życiorys
Urodził się 17 lutego 1901 w Lichtenau. W 1920 roku wstąpił do Zakonu Braci Mniejszych i przyjął imię Philotheus. Rok później złożył profesję zakonną, a w 1927 roku przyjął święcenia kapłańskie. W tym czasie poważnie chorował na gruźlicę i, wobec braku możliwości wykonywania posługi, skupił się na tłumaczeniu dzieła Étienne’a Gilsona na temat Bonawentury z Bagnoregio. Po odzyskaniu zdrowia rozpoczął studia na Uniwersytecie w Münsterze, gdzie uzyskał doktorat z biologii za dysertację Uber die thermonastischen Blutbewegegungen bei der Tulpe. Następnie zajął się filozofią i historią, lecz nadal interesował się botaniką, zwłaszcza briologią. W latach 30. XX wieku zajął się kolejnymi tłumaczeniami prac Gilsona, a w 1939 roku został przez niego zaproszony do Instytutu Papieskiego w Toronto. Po wybuchu II wojny światowej został wykładowcą na Kolegium Świętego Bonawentury, które uzyskało status uniwersytetu w 1951 roku. Uczył tam logiki, epistemologii i filozofii, a jednym z jego uczniów był Thomas Merton. Zmarł 22 maja 1955 roku.

## Dzieła
Lista publikacji:
- Historia filozofii chrześcijańskiej : od Justyna do Mikołaja Kuzańczyka (1962)
- Medieval logic : an outline of its development from 1250 to c. 1400 (1952)
- Collected articles on Ockham (1958)
- Venerabilis inceptoris Guillelmi de Ockham Summa (1974)
- Philosophical writings : a selection / William of Ockham (1979)